# Петушков, Василий Тимофеевич
Василий Тимофеевич Петушков (11 мая 1925, Калуга — 14  января 1962) — сотрудник советских правоохранительных органов, старший лейтенант милиции. Героически погиб на посту при охране общественного порядка. В 1962 году именем Василия Петушкова названа улица в Москве.

## Биография
Василий Петушков родился и вырос в Калуге, где получил специальность слесаря в ФЗУ. В начале Великой Отечественной войны находился в Ленинграде, откуда был вывезен по «дороге жизни». В Москве стал работать на заводе «Вымпел», где был избран секретарём комитета комсомола. В 1950-е годы стал кадровым военным в рамках т. н. «комсомольского набора». Службу проходил в Смоленске, был заместителем командира части по политчасти. Демобилизовался в звании капитана.
После демобилизации вернулся в Москву, где по рекомендации секретаря горкома партии Власова стал участковым инспектором милиции в Тушинском районе Подмосковья. В ночь на 14 января 1962 года был вызван в общежитие, где преступник пытался убить жену, а когда той удалось бежать, стал угрожать расправой над детьми. Петушков выбил топором дверь и был убит выстрелом в упор картечью из охотничьего ружья.
«Василий Тимофеевич поспешил в общежитие, где вновь начал бесчинствовать его подопечный Гречин — известный алкоголик и дебошир. Соседи в страхе попрятались по своим комнатам и затаились в ожидании. Зайдя в коридор, участковый вступил в переговоры с Гречиным, требуя открыть дверь и выпустить детей. Тот отказывался это сделать и сыпал угрозы всему свету. Находившиеся здесь же оперативники замерли, никто не хотел рисковать. Тогда поняв, что дальше ждать нельзя, Петушков, выбив топором дверь, шагнул в девятиметровую комнатку. В эту же секунду раздался грохот. Обезумевший преступник, в упор, из охотничьего ружья картечью выстрелил в грудь милиционеру. Шансов выжить не было никаких.
<…>
Суровой и справедливой стала кара преступнику, поднявшему руку на милиционера. На открытый, показательный суд над убийцей во Дворце культуры собралось громадное количество людей. Когда в наступившей тишине прозвучали слова: „Приговорить к высшей мере наказания — расстрелу!“, по рассказам очевидцев, у коротко стриженного подсудимого, зашевелились волосы на голове.»
Похоронен в Красногорске на Пенягинском кладбище.

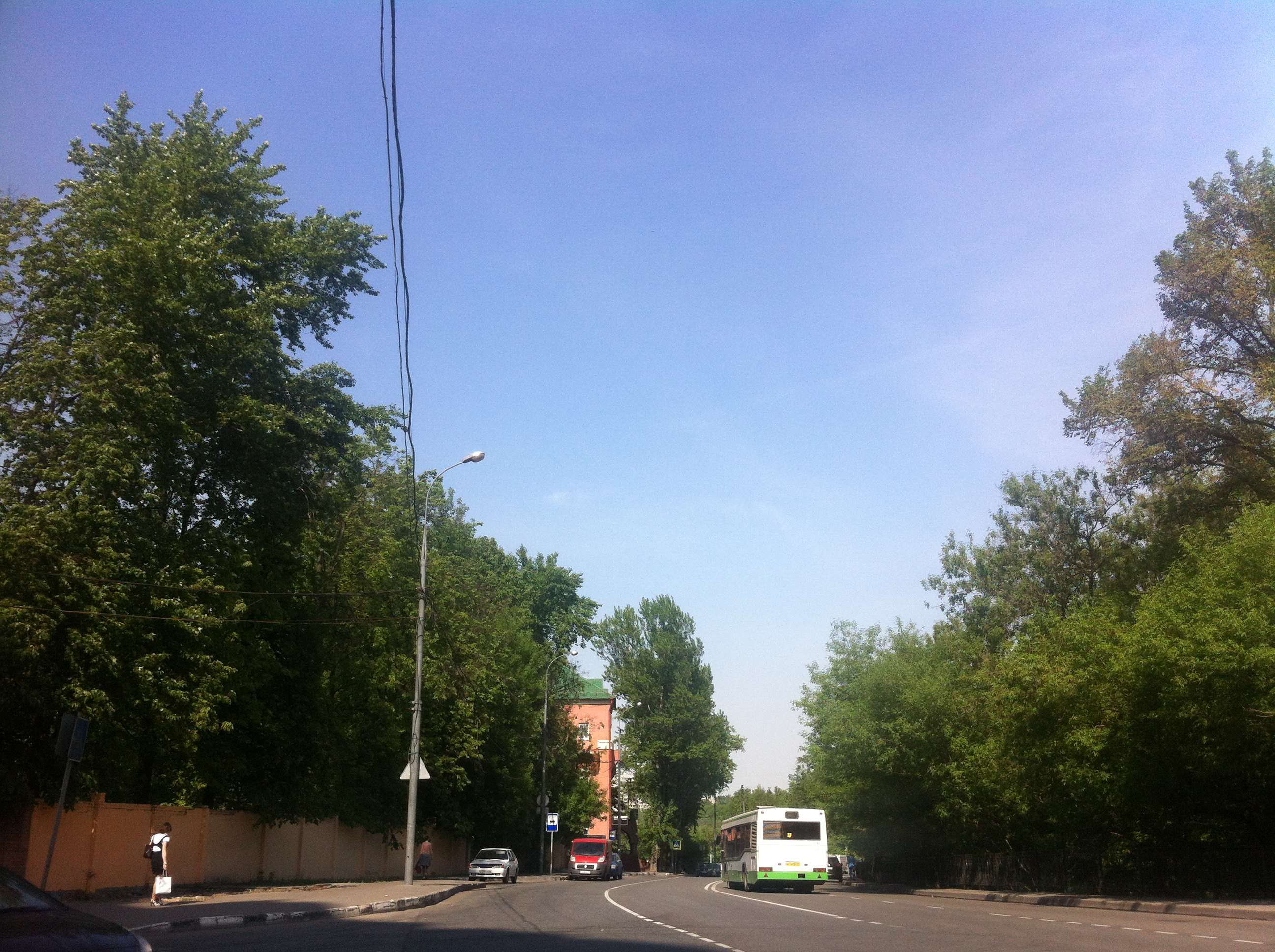
Улица Василия Петушкова в Москве.

Василий Петушков был посмертно награждён орденом Красной Звезды. Улица Фабричная, на которой он погиб, была переименована в ул. Василия Петушкова. На фасаде дома № 27 установлена мемориальная доска с текстом «Названа в 1962 году именем старшего лейтенанта милиции Василия Тимофеевича Петушкова, героически погибшего на посту по охране общественного порядка».

## Семья
- Жена — Любовь Андреевна Петушкова — полковник милиции[2]
  - Сын — Юрий Васильевич Петушков — отец троих детей, окончил высшую школу милиции в Омске. Однако длительное время работал заведующим детским домом № 12[2], расположенным на улице, которая носит имя его отца.